# Alfred Richard Orage
Alfred Richard Orage, né à Dacre (Yorkshire du Nord) le 22 janvier 1873 et mort à Londres le 6 novembre 1934, est un intellectuel britannique connu pour avoir édité le magazine The New Age (en).

## Biographie
Lorsqu'il travaillait comme instituteur à Leeds, il s'intéressait à de multiples sujets dont l'œuvre de Platon, d'Edward Carpenter, le Independent Labour Party et la théosophie. En 1900, il fait la connaissance de Holbrook Jackson et trois ans plus tard ils fondent le Leeds Arts Club qui devient un foyer de la culture moderniste en Grande-Bretagne.
En 1905, Orage démissionne de son poste d'enseignant et s'installe à Londres où il édite à partir de 1907 l'hebdomadaire The New Age (en), d'abord avec Holbrook Jackson, et devient une personnalité influente dans la politique socialiste et la culture moderniste, surtout à l'apogée du magazine juste avant la Première Guerre mondiale. En 1908, sa femme Jean le quitte pour aller vivre avec Holbrook Jackson.
En 1924, Orage vend The New Age et déménage en France pour travailler avec Georges Gurdjieff, que P. D. Ouspensky lui avait recommandé. Après avoir passé quelque temps dans des exercices préliminaires de Gurdjieff, ce dernier l'envoie en Amérique pour lever des fonds et donner des conférences sur son nouveau système de développement personnel qui met l'accent sur l'harmonie entre les fonctions de l'intellect, du corps et du sentiment. Orage collabore aussi avec Gurdjieff à la traduction de la première version de All and Everything (Du tout et de tout) et de Meetings with Remarkable Men (Rencontres avec des hommes remarquables) de Gurdjieff du russe en anglais, mais ces livres ne sont pas publiés de leur vivant.
En 1927, la première femme d'Orage, Jean, demande le divorce et en septembre il épouse Jessie Richards Dwight (1901-1985), copropriétaire de la librairie the Sunwise Turn où Orage avait fait une première conférence sur le système de Gurdjieff. Orage et Jessie ont eu deux enfants, Richard et Ann. Lorsqu'ils étaient à New York, le ménage Orage s'entretenaient souvent avec des célébrités comme Paul Robeson, juste revenu de Londres. En 1930, Orage retourne en Angleterre et en 1931 il commence à publier le New English Weekly. Il demeure à Londres jusqu'à la fin de sa vie, le 6 novembre 1934.